# Universidad de Galatasaray
La Universidad de Galatasaray (Galatasaray Üniversitesi en turco) es una universidad pública turca francófona situada en Estambul, Turquía. fue creada el 14 de abril de 1992 tras un acuerdo entre  Francia y Turquía firmado por los presidentes François Mitterrand y Turgut Özal, siendo su principal promotor el embajador Coşkun Kırca. Única universidad de este tipo en Turquía, ha sido fundada sobre la base del tratado de cooperación cultural francoturco de 1954.

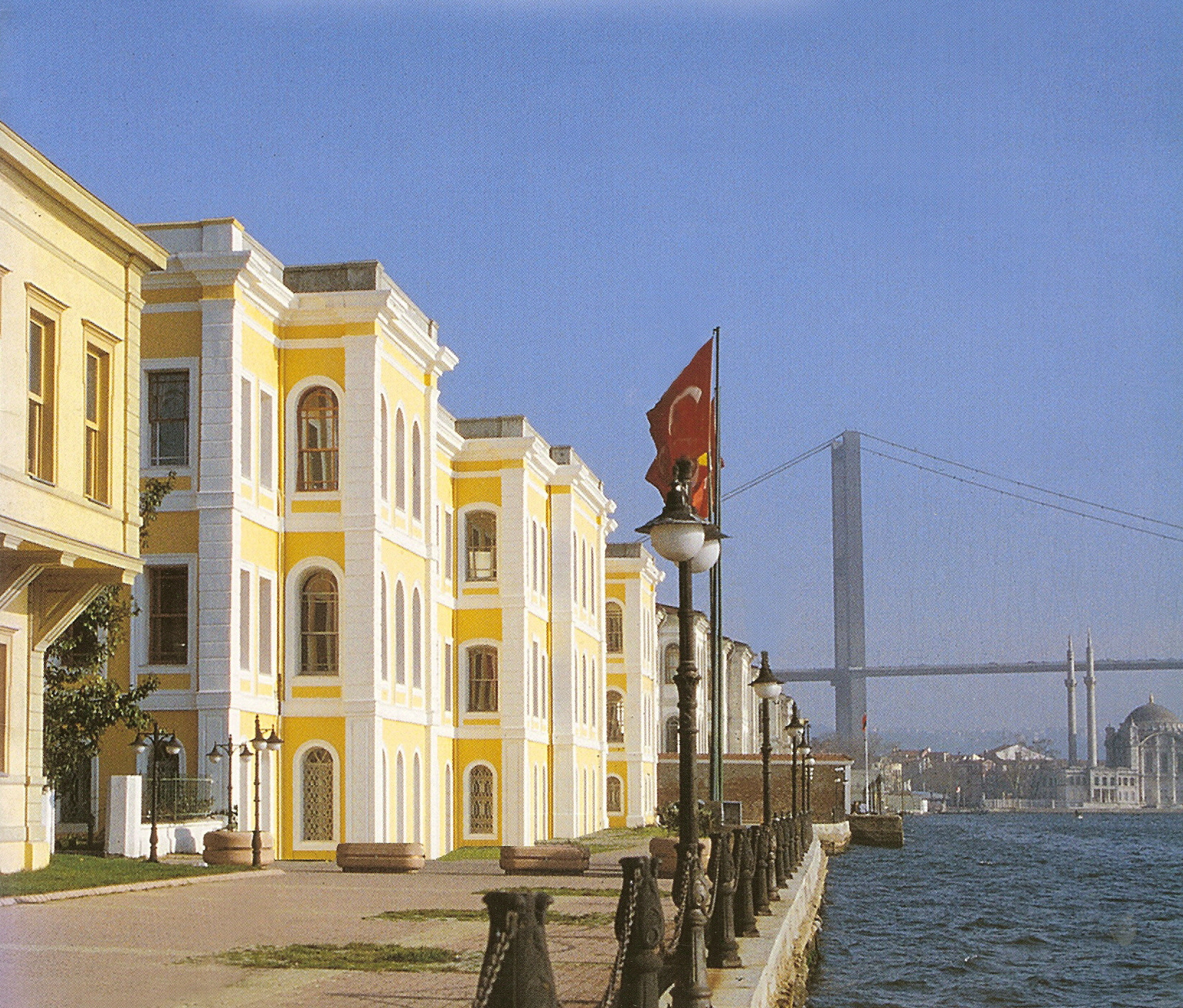
l'Université Galatasaray.

## Presentación

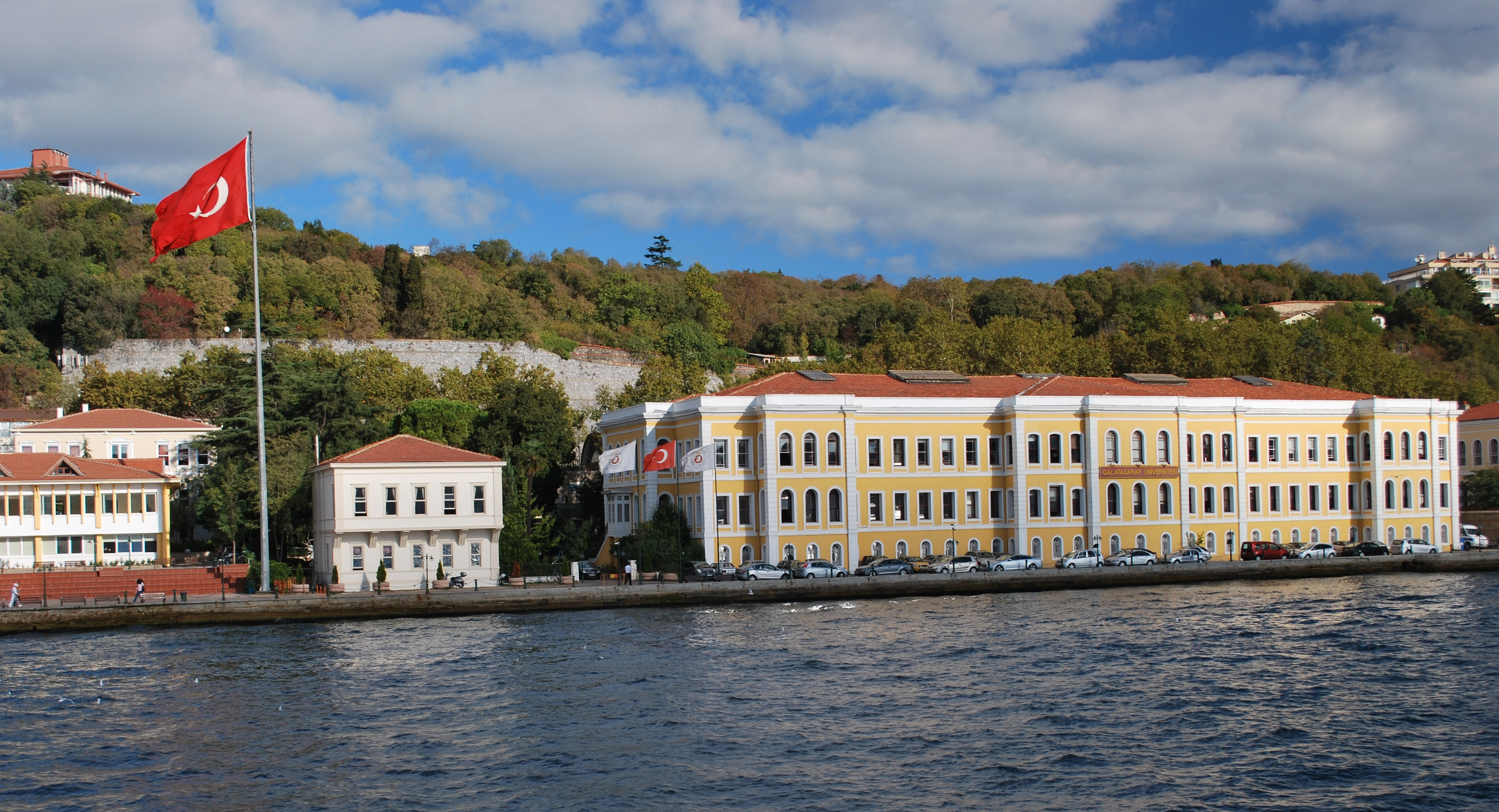
Universidad de Galatasaray vista desde el mar

Se trata no solo de la única universidad francófona sino también de la única establecida por un tratado internacional en Turquía. considerada como uno de los mejores centros de enseñanza turcos, la Universidad de Galatasaray está formada por cinco facultades (Ciencias Económicas y Administrativas, Derecho, Filosofía y Letras, Comunicación e Investigación) y dos institutos (Ciencias Sociales y Ciencias Exactas) donde trabajan 200 profesores,31 de los cuales son franceses. En 2009 estaban matriculados 2.500 estudiantes.
Aunque se trate de una universidad de creación relativamente reciente forma parte de una tradición educativa en lengua francesa y secular en Turquía. Es una de las más prestigiosas instituciones educativas de Estambul junto al Liceo de Galatasaray, creado en 1868, donde se formaba la élite francófona de la administración otomana. La Universidad de Galatasaray forma parte de la Fundación Galatasaray para la Educación (GEV) que gestiona el jardín de infancia, la escuela primaria, el liceo y la universidad. esta fundación fue creada el 29 de febrero de 1981 por el empresario y antigua alumno del Liceo de Galatasaray İnan Kıraç. 

## Acceso
La mitad de los estudiantes de la Universidad de Galatasaray accede mediante un examen centralizado de acceso a la universidad similar a la selectividad española y organizado por el ministerio turco de educación nacional. La otra mitad accede por un examen organizado por la universidad en el que solo pueden participar los diplomados de los liceos francófonos de Turquía, como el Liceo de Galatasaray o el Liceo Saint-Benoît.

## Educación

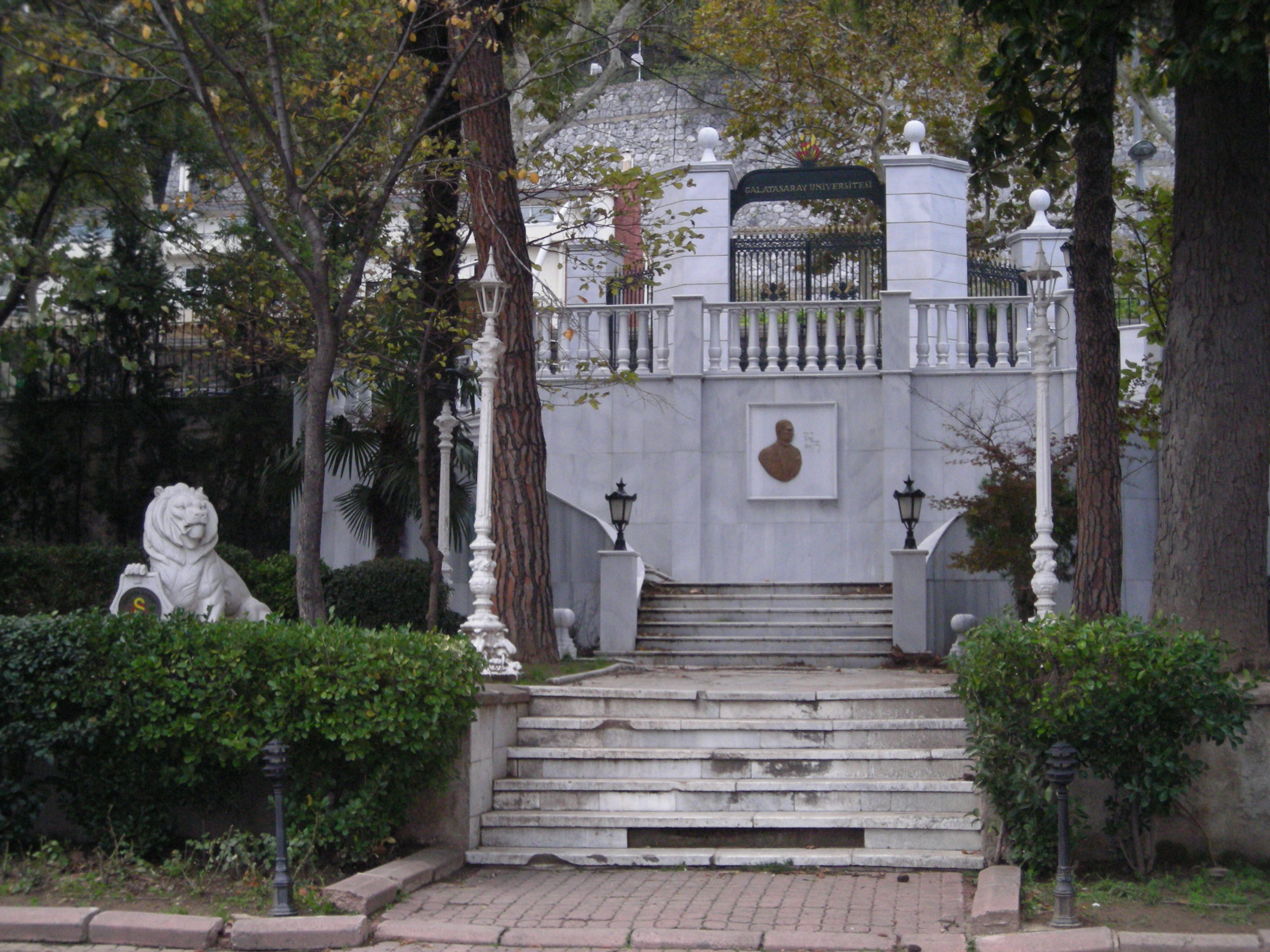
La entrada principal de la Universidad de Galatasaray.

La educación en la Universidad de Galatasaray es bilingüe, en francés y en turco, siendo también obligatorio el aprendizaje del inglés. Los estudiantes admitidos deben realizar dos años preparatorios en el caso de la Facultad de Ciencias Sociales, de los cuales el primer año está dedicado al aprendizaje de la lengua y la cultura francesa mientras que el segundo comprende la introducción a las ciencias sociales. Los estudiantes francófonos están dispensados de este primer año.
La universidad de Galatasaray es el primer colaborador de Francia en Turquía en los intercambios universitarios. Mediante el programa Erasmus la universidad acoge cada año a 70 estudiantes europeos, la mayor parte proveniente de universidades francesas. Asimismo un importante número de estudiantes de la Universidad de Galatasaray eligen Francia como destino. Otros estudiantes deciden hacer el máster o la tesis en el país galo. Además de estos programas las actividades de las asociaciones estudiantiles aseguran una visibilidad especial de esta universidad en el mundo educativo tanto en Europa como en Turquía. Entre estas actividades cabe citar el eurofórum que tiene lugar cada año desde 2001 y que reúne a centenares de estudiantes europeos.

## Situación
La universidad de Galatasaray se encuentra situada a orillas del Bósforo en el barrio de Ortaköy del ayuntamiento de Besiktas, uno de los barrios más importantes de la populosa ciudad de Estambul. El edificio que actualmente acoge a la universidad, conocido como el Palacio Feriye, servía de palacio durante las últimas décadas del Imperio Otomano. Fue construido en 1871 por el arquitecto armenio Sarkis Balyan.

## Los rectores
- Prof. Yıldızhan Yayla (1992-2000)
- Prof. Erdoğan Teziç (2000-2003)
- Prof. Duygun Yarsuvat (2004-2008)
- Prof. Ethem Tolga (2008-2015)
- Prof. Ertuğrul Karsak (2015-2023)
- Prof. Abdurrahman Muhammed Uludağ (2023-)